# Apetlon
Apetlon (węg. Mosonbánfalva) – gmina targowa w Austrii, w kraju związkowym Burgenland, w powiecie Neusiedl am See. Liczy 1,78 tys. mieszkańców (1 stycznia 2014).